# Mughla Saghira
Mughla Saghira (arab. مغلة صغيرة) – miejscowość w Syrii, w muhafazie Ar-Rakka. W 2004 roku liczyła 2919 mieszkańców.